# Per Blomquist (politiker)
Per Blomquist, född 12 oktober 1917 i Jönköping, död 31 juli 1993 i Helgeands församling, Lund, var en svensk präst och moderat politiker.
Per Blomquist studerade teologi vid Lunds universitet och var ordförande i Lunds studentkår 1947. Han var ledamot av riksdagens första kammare från 1964, invald i Malmöhus län med Malmö stad valkrets. Han var bland annat suppleant i Andra lagutskottet. Sin prästerliga bana avslutade han som kyrkoherde i Lunds Allhelgonaförsamling och prost. Han blev emeritus 1984.